# Bezirk Łańcut

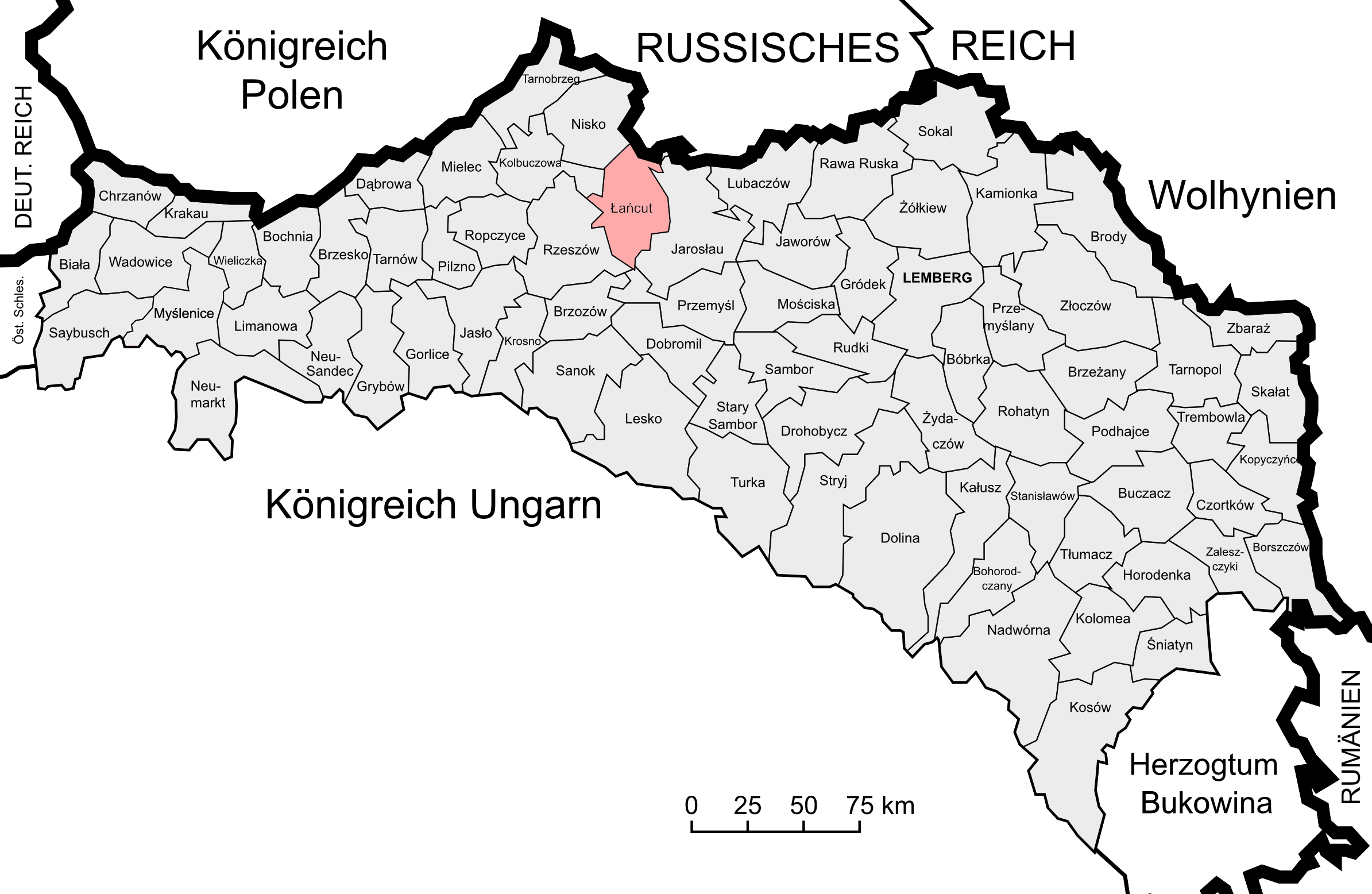
Lage des Bezirks Łańcut im Kronland Galizien und Lodomerien

Der Bezirk Łańcut war ein politischer Bezirk im Kronland Galizien und Lodomerien. Sein Gebiet umfasste Teile Westgaliziens im heutigen Polen (Powiat Łańcut), Sitz der Bezirkshauptmannschaft war der Markt Łańcut. Nach dem Ersten Weltkrieg musste Österreich den gesamten Bezirk an Polen abtreten, hier sind große Teile heute im Powiat Łańcucki zu finden.
Er grenzte im Norden an das Russische Kaiserreich, im Osten an den Bezirk Jaroslau, im Südosten an den Bezirk Przeworsk, im Südwesten an den Bezirk Rzeszów, im Westen an den Bezirk Kolbuszowa sowie im Nordwesten an den Bezirk Nisko.

## Geschichte
Ein Vorläufer des späteren Bezirks (Verwaltungs- und Justizbehörde zugleich) wurde zum Ende des Jahres 1850 geschaffen, die Bezirkshauptmannschaft Łańcut war dem Regierungsgebiet Krakau unterstellt und umfasste folgende Gerichtsbezirke:
- Gerichtsbezirk Łańcut
- Gerichtsbezirk Sokołow

Nach der Kundmachung im Jahre 1854 kam es am 29. September 1855 zur Einrichtung des Bezirksamtes Łańcut (weiterhin für Verwaltung und Gerichtsbarkeit zuständig) innerhalb des Kreises Rzeszów.
Nachdem die Kreisämter Ende Oktober 1865 abgeschafft wurden und deren Kompetenzen auf die Bezirksämter übergingen, schuf man nach dem Österreichisch-Ungarischen Ausgleich 1867 auch die Einteilung des Landes in zwei Verwaltungsgebiete ab. Zudem kam es im Zuge der Trennung der politischen von der judikativen Verwaltung zur Schaffung von getrennten Verwaltungs- und Justizbehörden. Während die gerichtliche Einteilung weitgehend unberührt blieb, fasste man Gemeinden mehrerer Gerichtsbezirke zu Verwaltungsbezirken zusammen.
Der neue politische Bezirk Łańcut wurde aus folgenden Bezirken gebildet:
- Bezirk Łańcut (mit 26 Gemeinden)
- Bezirk Przeworsk (mit 44 Gemeinden)
- Teilen des Bezirks Leżaysk (mit 24 Gemeinden)
- Teilen des Bezirks Rzeszów (Gemeinde Pogwizdów)
- Teilen des Bezirks Tyczyn (Gemeinden Albigowa, Handzlówka und Huzów)
- Teilen des Bezirks Głogów (Gemeinde Wulka pod Lasem)

Am 1. November 1899 wurde der Gerichtsbezirk Przeworsk aus dem politischen Bezirk ausgegliedert und in einen eigenständigen Bezirk Przeworsk eingegliedert.
Der Bezirk Łańcut bestand bei der Volkszählung 1910 aus 66 Gemeinden sowie 51 Gutsgebieten und umfasste eine Fläche von 865 km². Hatte die Bevölkerung 1900 noch 92.691 Menschen umfasst, so lebten hier 1910 93.532 Menschen. Auf dem Gebiet lebten dabei mehrheitlich Menschen mit polnischer Umgangssprache (96 %) und römisch-katholischem Glauben, Juden machten rund 7 % der Bevölkerung aus (Schtetl: Grodzisko Miasteczko, Żołynia Miasteczko).

## Ortschaften
Auf dem Gebiet des Bezirks bestand 1900 Bezirksgerichte in Łańcut und Leżajsk, diesen waren folgende Orte zugeordnet:
Gerichtsbezirk Łańcut (39 Ortsgemeinden):
- Albigowa
- Białobrzegi
- Brzóza Stadnicka
- Budy Łańcuckie
- Czarna
- Dąbrówki
- Dębina
- Głuchów
- Handzlówka
- Husów
- Korniaktów
- Kosina
- Krzemienica
- Stadt Łańcut
- Medynia Głogowska
- Medynia Łańcucka
- Podzwierzyniec
- Pogwizdów
- Przedmieście
- Rakszawa
- Rogóżno
- Smolarzyny
- Sonina
- Strażów
- Węgliska
- Wola Mała auch Wola Bliższa
- Wola Wielka, auch Wola Dalsza
- Wysoka
- Zalesie
- Zmysłówka
- Żołynia Miasteczko (Markt)
- Żołynia Wieś (Dorf)

Gerichtsbezirk Leżajsk (33 Ortsgemeinden):
- Baranówka
- Biedaczów
- Brzóza Królewska
- Brzyska Wola
- Chodaczów
- Dornbach
- Giedlarowa
- Gillershof
- Grodzisko Dolne
- Grodzisko Górne
- Grodzisko Miasteczko (Markt)
- Gwizdów
- Hucisko
- Jastrzębiec
- Jelna
- Königsberg
- Kuryłówka
- Laszczyny
- Markt Leżajsk
- Łukowa
- Opalenisko
- Ożanna
- Przychojec
- Ruda
- Rzuchów
- Sarzyna
- Siedlanka
- Stare Miasto
- Wierzawice
- Wola Zarczycka
- Wulka Grodziska
- Wulka Niedźwiedzka